# Cartworth
Cartworth är en by i civil parish Holme Valley, i distriktet Kirklees, i grevskapet West Yorkshire, i England. Byn är belägen 10 km från Huddersfield. Cartworth var en civil parish 1866–1921 när blev den en del av Holmefirth. Civil parish hade 1 743 invånare år 1911. Byn nämndes i Domedagsboken (Domesday Book) år 1086, och kallades då Cheteruurde/Cheteuuorde.